# King Kong (1976)
King Kong är en amerikansk monsterfilm som hade biopremiär i USA den 17 december 1976, i regi av John Guillermin. Filmen är en nyinspelning av King Kong från 1933. Vid Oscarsgalan 1977 tilldelades filmen en special-Oscar för sina specialeffekter.

## Handling
Filmen handlar om oljebolaget Petrox Corporation, som hittar en mystisk ö som man tror det finns mängder av olja på. Detta vill bolaget dra nytta av. Ägaren, Fred Wilson (Charles Grodin), skickar en expedition till ön för att leta efter oljan. När fartyget ska åka iväg smyger primatforskaren Jack Prescott (Jeff Bridges) ombord för att upplysa expeditionen och dessutom varna dem för vad som kan finnas där. Detta struntar företaget i och fortsätter till ön.
Under färden får männen syn på en liten flotte ute till havs. I den ligger en kvinna, Dwan (Jessica Lange). Till en början är hon medvetslös, men lyckas senare berätta att deras fartyget blivit sänkt vid ön, vilket förklarar ett nödanrop man mottagit under färden.
När de är framme på ön börjar de utforska den, och träffar snart på en grupp infödingar som senare kidnappar Dwan för att offra henne till jättegorillan Kong, den apa Jack vill skydda. När expeditionen upptäcker att Dwan är kidnappad börjar de leta efter henne. Därefter upptäcker Jack varför infödingarna har kidnappat henne. Fred upptäcker att oljan på ön inte är redo att tas om hand, så i stället tar han Kong till New York. Där smiter Kong, kidnappar Dwan och klättrar upp på World Trade Center. Därifrån skjuts han ned av militären, som använder både flygplan och helikoptrar.

## Medverkande (i urval)
- Jeff Bridges – Jack Prescott
- Charles Grodin – Fred Wilson
- Jessica Lange – Dwan
- John Randolph – Captain Ross
- René Auberjonois – Roy Bagley
- Julius Harris – Boan
- Jack O'Halloran – Joe Perko
- Dennis Fimple – Sunfish
- John Agar – City Official

## Om filmen
Filmen hade Sverigepremiär 25 december 1976. på biografen Vinterpalatset i Stockholm.

### Fotnoter
1. ↑  ”King Kong” (på engelska). Box Office Mojo. 17 december 1976. http://www.boxofficemojo.com/movies/?id=kingkong76.htm. Läst 19 september 2016.
2. ↑  ”King Kong”. Svensk filmdatabas. 25 december 1976. http://www.sfi.se/sv/svensk-filmdatabas/Item/?itemid=8207&type=MOVIE&iv=Basic. Läst 19 september 2016.